# Frederik Jørgen von Pultz
Frederik Jørgen von Pultz var officer og den sidste i den adelige slægt von Pultz. Han var søn af ritmester Peder Hansen von Pultz og Edel Margrethe von Pultz (født Gyldenkrone).
Frederik Jørgen von Pultz blev født d. 12. november 1734 på Rygård i Langå sogn på Sydfyn, og døde d. 27. januar 1811 på hans gård Forhaabningslund på Sydfyn.

## Familie

### Ægteskab
Major Frederik Jørgen von Pultz blev d. 20. marts 1771 gift på herregården Fjællebro med Ida Dorthea von Pentz, der var datter af konferentsråd Ludvig Christian von Pentz og Margrethe von Holsten, og søster til Ditlev von Pentz. Parret fik ikke nogen børn.
Parret blev separeret, men dato for dette er ukendt.

### Børn
Frederik Jørgen von Pultz skulle efter sigende have 12 uægte børn. Kun få af disse er navngivet og ikke alle navne er bekræftet. Dog er datteren Anna Margrethe Faber i bekræftet i slægtsbogen "Slægten Pultz" af Frederik Hjort. Han fandt i kirkebogen for annex-sognet Lunde ved Stenstrup at en Anne Marie Larsdatter d. 20. juni 1773 fik et uægte barn døbt med navnet Anna Margrethe.
Også Niels Møller er bekræftet som værende søn af Majoren. Han er døbt d. 17. december 1780 i Vejstrup Kirke, hvor også Anne Marie Larsdatters søn Niels er døbt.
- Anna Margrethe Faber (f. 1773, d. 1849) - med Anne Marie Larsdatter
- Niels Møller (f. 1780, d. ?) - med Anne Marie Larsdatter
- Peder Winther (ikke bekræftet)
- Hans Frederik Linde (ikke bekræftet)

## Militærtjeneste
Frederik Jørgen von Pultz var officer og blev hjemsendt med rang af major d. 18. september 1765. Dette sikkert som følge af hans fars død, som dermed betød at han skulle hjem for at overtage driften af først Rygård (Langå sogn) og senere Tiselholt - dette indtil hans mors død d. 29. december 1803.

### Karriere
- ? - 18. september 1765 - Major

## Ejerskab og besiddelser
Frederik Jørgen von Pultz købte d. 25. maj 1804 en mindre gård på 7 tønde land i Ryslinge Sogn med navnet Forhaabningslund. Han tiltrådte dog først gården 1. maj 1805.

### Ejerskab
- 25. maj 1804 - 27. januar 1811 - Forhaabningslund Arkiveret 30. december 2018 hos  Wayback Machine (Ryslinge Sogn)

## Eksterne kilder og henvisninger
- Forhaabningslund - http://www.forhaabningslund.dk/ Arkiveret 30. december 2018 hos  Wayback Machine
- F(rederik) Hjort: "En Husmandsfamilie fra Tommerup der binder den uddøde adelige Slægt von Pultz til den nulevende borgerlige Slægt Pultz" Arkiveret 1. januar 2019 hos  Wayback Machine i Aabog for Odense og Assens Amter, 1921.